# Fédération québécoise des directions d'établissement d'enseignement
La Fédération québécoise des directions d'établissement d'enseignement (FQDE) est le principal organisme professionnel représentant des directeurs et directrices d’école au Québec. Représentant la grande majorité des directions d'établissement d'enseignement du territoire québécois avec ses quelque 2 200 membres et ses 22 associations, la FQDE est un regroupement influent dans le réseau de l'éducation québécoise.

## Mission
La Fédération a pour mission la promotion de l’excellence dans la fonction de direction d’établissement, le développement professionnel ainsi que la défense des droits. Dans le cadre de cette mission, la Fédération garde le cap sur une gestion d’école autonome et responsable où l’élève est le centre des préoccupations et de toutes les décisions. La Fédération œuvre au quotidien à la reconnaissance des directions d’établissement d’enseignement, ayant le souci constant de demeurer près de l’action afin d’exercer des choix en matière de direction. La mission de la Fédération met en valeur la portée de la profession de leader en gestion pédagogique.

## Historique
La FQDE a, à quelques reprises, influencé directement l’histoire de l’éducation au Québec. En 1963, elle contribue au Rapport Parent. En 1982, elle participe au livre Blanc du Dr. Camille Laurin. En 1997, elle participe à l’avènement des Conseils d’établissement.

## Publications de la FQDE
- Projet de recherche sur la place de l'éthique dans l'imaginaire des directions d'établissements scolaires (2012)
- Un Collectif pour l'éducation, L'école comme établissement d'enseignement et la réussite, De l'accessibilité à l'école à la réussite dans l'école. (2009)
- Les tensions de rôle chez les directrices et les directeurs adjoints d’école (2008)
- Analyse de la performance de l’école primaire et secondaire dans un contexte international (2008)
- La question de la décentralisation en faveur de l’établissement dans le système d’éducation préscolaire et de l’enseignement primaire et secondaire (2007)
- Les directions d’établissement, des gestionnaires d’influence et de décision (2006)
- L’insertion professionnelle des nouvelles directions d’établissement d’enseignement (2006)
- Les directions et les règles budgétaires du MEQ (2004)
- Aide-mémoire pour l’exercice de la fonction de direction d’établissement (2003)
- L’évaluation institutionnelle (1999)
- L’école autonome et responsable (1996)